# Беки Икала Ерикли
Беки Икала Ерикли, рождено име Беки Чекран (1968 – 2016) е турска писателка на книги за самоусъвършенстване от еврейски произход.
Завършва Роберт колеж и Босфорския университет. Работи като старши мениджър в голяма компания в продължение на 13 години. Живяла е във Великобритания, Германия и САЩ.
Била е застреляна пред дома си в Истанбул на 16 декември 2016 г.

## Произведения
- Meleklerle Yaşamak (2010)[5]
- Meleklerin Gücü (2012)
- Meleklerle Yaşamak El Kitabı (2011)
- Meleklerle Geçmişi Şifalandırın ve Geleceğinizi Baştan Yaratın (2012)
- İş Hayatında Melekler (2013)
- Meleklerle Bereketi Hayatınıza Çekin (2014)
- Yeni Çağın Çocukları (2016)